# تامیان-تایماس
تامیان-تایماس (انگلیسی: Tamyan-Taymas) یک شهرک در شهرستان میاکینسکی استان باشقیرستان کشور روسیه است.